# ابراهیم گلستان
سیّد ابراهیم گلستان (۲۶ مهر ۱۳۰۱ – ۳۱ مرداد ۱۴۰۲) نویسنده و فیلم‌ساز ایرانی بود. او در سال ۱۳۴۰ برای فیلم یک آتش مدال برنز جشنوارهٔ فیلم کوتاه ونیز را گرفت. این نخستین جایزهٔ بین‌المللی برای یک کارگردان ایرانی به‌شمار می‌رود.
سبک ویژهٔ آثار مکتوب داستانی گلستان در سیر پیشرفت داستان معاصر فارسی قابل توجه دانسته شده است. او یکی از شخصیت‌های پیشگام در موج نوی سینمای ایران محسوب می‌شد.

## زندگی

### زاد و تبار
سیّد ابراهیم تقوی شیرازی در ۲۶ مهر ۱۳۰۱ در شیراز زاده شد. او نوهٔ آیت‌الله سید محمد شریف تقوی شیرازی از روحانیون سرشناس شیراز و نخستین فرزند سید محمدتقی گلستان، روزنامه‌نگار و صاحب روزنامهٔ گلستان است که نمایندگی فارس در مجلس مؤسسان ۱۳۰۴ را برعهده داشت که پادشاهی را از قاجار به پهلوی منتقل کرد. پدربزرگ و عموی گلستان مجتهد بودند. او تحصیلات متوسطه را در دبیرستان شاهپور شیراز انجام داد.
|               |               |               |               |               |               |             |             |                           |                           |                           |                           | محمد شریف تقوی شیرازی     |                           |  |  |                |                |                      |                      |                      |                      |                      |                      |            |            |            |            |            |            |              |              |              |              |              |              |  |  |             |             |             |             |             |             |  |  |  |  |  |  |  |  |  |  |  |  |
|               |               |               |               |               |               |             |             |                           |                           |                           |                           |                           |                           |  |  |                |                |                      |                      |                      |                      |                      |                      |            |            |            |            |            |            |              |              |              |              |              |              |  |  |             |             |             |             |             |             |  |  |  |  |  |  |  |  |  |  |  |  |
|               |               |               |               |               |               |             |             |                           |                           |                           |                           |                           |                           |  |  |                |                |                      |                      |                      |                      |                      |                      |            |            |            |            |            |            |              |              |              |              |              |              |  |  |             |             |             |             |             |             |  |  |  |  |  |  |  |  |  |  |  |  |
|               |               |               |               |               |               |             |             | محمد حسن وثوق تقوی شیرازی | محمد حسن وثوق تقوی شیرازی | محمد حسن وثوق تقوی شیرازی | محمد حسن وثوق تقوی شیرازی | محمد حسن وثوق تقوی شیرازی | محمد حسن وثوق تقوی شیرازی |  |  |                |                | محمد تقی تقوی شیرازی | محمد تقی تقوی شیرازی | محمد تقی تقوی شیرازی | محمد تقی تقوی شیرازی | محمد تقی تقوی شیرازی | محمد تقی تقوی شیرازی |            |            |            |            |            |            |              |              |              |              |              |              |  |  |             |             |             |             |             |             |  |  |  |  |  |  |  |  |  |  |  |  |
|               |               |               |               |               |               |             |             | محمد حسن وثوق تقوی شیرازی | محمد حسن وثوق تقوی شیرازی | محمد حسن وثوق تقوی شیرازی | محمد حسن وثوق تقوی شیرازی | محمد حسن وثوق تقوی شیرازی | محمد حسن وثوق تقوی شیرازی |  |  |                |                | محمد تقی تقوی شیرازی | محمد تقی تقوی شیرازی | محمد تقی تقوی شیرازی | محمد تقی تقوی شیرازی | محمد تقی تقوی شیرازی | محمد تقی تقوی شیرازی |            |            |            |            |            |            |              |              |              |              |              |              |  |  |             |             |             |             |             |             |  |  |  |  |  |  |  |  |  |  |  |  |
|               |               |               |               |               |               |             |             |                           |                           |                           |                           |                           |                           |  |  |                |                |                      |                      |                      |                      |                      |                      |            |            |            |            |            |            |              |              |              |              |              |              |  |  |             |             |             |             |             |             |  |  |  |  |  |  |  |  |  |  |  |  |
|               |               |               |               |               |               |             |             | فخری گلستان               | فخری گلستان               | فخری گلستان               | فخری گلستان               | فخری گلستان               | فخری گلستان               |  |  | ابراهیم گلستان | ابراهیم گلستان | ابراهیم گلستان       | ابراهیم گلستان       | ابراهیم گلستان       | ابراهیم گلستان       |                      |                      |            |            |            |            |            |            | شاهرخ گلستان | شاهرخ گلستان | شاهرخ گلستان | شاهرخ گلستان | شاهرخ گلستان | شاهرخ گلستان |  |  | ایرج گلستان | ایرج گلستان | ایرج گلستان | ایرج گلستان | ایرج گلستان | ایرج گلستان |  |  |  |  |  |  |  |  |  |  |  |  |
|               |               |               |               |               |               |             |             | فخری گلستان               | فخری گلستان               | فخری گلستان               | فخری گلستان               | فخری گلستان               | فخری گلستان               |  |  | ابراهیم گلستان | ابراهیم گلستان | ابراهیم گلستان       | ابراهیم گلستان       | ابراهیم گلستان       | ابراهیم گلستان       |                      |                      |            |            |            |            |            |            | شاهرخ گلستان | شاهرخ گلستان | شاهرخ گلستان | شاهرخ گلستان | شاهرخ گلستان | شاهرخ گلستان |  |  | ایرج گلستان | ایرج گلستان | ایرج گلستان | ایرج گلستان | ایرج گلستان | ایرج گلستان |  |  |  |  |  |  |  |  |  |  |  |  |
|               |               |               |               |               |               |             |             |                           |                           |                           |                           |                           |                           |  |  |                |                |                      |                      |                      |                      |                      |                      |            |            |            |            |            |            |              |              |              |              |              |              |  |  |             |             |             |             |             |             |  |  |  |  |  |  |  |  |  |  |  |  |
|               |               |               |               |               |               |             |             |                           |                           |                           |                           |                           |                           |  |  |                |                |                      |                      |                      |                      |                      |                      |            |            |            |            |            |            |              |              |              |              |              |              |  |  |             |             |             |             |             |             |  |  |  |  |  |  |  |  |  |  |  |  |
| هنگامه گلستان | هنگامه گلستان | هنگامه گلستان | هنگامه گلستان | هنگامه گلستان | هنگامه گلستان |             |             | کاوه گلستان               | کاوه گلستان               | کاوه گلستان               | کاوه گلستان               | کاوه گلستان               | کاوه گلستان               |  |  | لیلی گلستان    | لیلی گلستان    | لیلی گلستان          | لیلی گلستان          | لیلی گلستان          | لیلی گلستان          |                      |                      | نعمت حقیقی | نعمت حقیقی | نعمت حقیقی | نعمت حقیقی | نعمت حقیقی | نعمت حقیقی |              |              |              |              |              |              |  |  |             |             |             |             |             |             |  |  |  |  |  |  |  |  |  |  |  |  |
| هنگامه گلستان | هنگامه گلستان | هنگامه گلستان | هنگامه گلستان | هنگامه گلستان | هنگامه گلستان |             |             | کاوه گلستان               | کاوه گلستان               | کاوه گلستان               | کاوه گلستان               | کاوه گلستان               | کاوه گلستان               |  |  | لیلی گلستان    | لیلی گلستان    | لیلی گلستان          | لیلی گلستان          | لیلی گلستان          | لیلی گلستان          |                      |                      | نعمت حقیقی | نعمت حقیقی | نعمت حقیقی | نعمت حقیقی | نعمت حقیقی | نعمت حقیقی |              |              |              |              |              |              |  |  |             |             |             |             |             |             |  |  |  |  |  |  |  |  |  |  |  |  |
|               |               |               |               |               |               |             |             |                           |                           |                           |                           |                           |                           |  |  |                |                |                      |                      |                      |                      |                      |                      |            |            |            |            |            |            |              |              |              |              |              |              |  |  |             |             |             |             |             |             |  |  |  |  |  |  |  |  |  |  |  |  |
|               |               |               |               | مهرک گلستان   | مهرک گلستان   | مهرک گلستان | مهرک گلستان | مهرک گلستان               | مهرک گلستان               |                           |                           |                           |                           |  |  |                |                |                      |                      | مانی حقیقی           | مانی حقیقی           | مانی حقیقی           | مانی حقیقی           | مانی حقیقی | مانی حقیقی |            |            |            |            |              |              |              |              |              |              |  |  |             |             |             |             |             |             |  |  |  |  |  |  |  |  |  |  |  |  |

### دههٔ ۱۳۲۰ و ۱۳۳۰
ابراهیم گلستان در سال ۱۳۲۰ برای تحصیل حقوق به تهران رفت. آنجا در ۲۰ سالگی با دختر عمویش فخری گلستان (تقوی شیرازی) ازدواج کرد. سپس در سال ۱۳۲۰ وارد دانشکدهٔ حقوق دانشگاه تهران شد. در دوره دانشجویی به عضویت حزب توده ایران درآمد و تحصیل را نیمه‌کاره رها کرد. ابراهیم گلستان از سال ۱۳۲۳ به عنوان عکاس روزنامه‌های رهبر و مردم حزب به کار مشغول شد. او یک سال به عنوان مسئول حزب توده در مازندران شرقی در شاهی مازندران زندگی کرد و بین کارگران به فعالیت حزبی پرداخت. در حزب توده اپریم اسحاق و نورالدین کیانوری از دوستان نزدیک او بودند. وقتی خلیل ملکی از حزب انشعاب کرد گلستان با این انشعاب مخالف بود. گلستان خود در سال ۱۳۲۶ از این حزب جدا شد. جدایی او نه به‌خاطر اختلاف نظری و فکری بلکه به‌دلیل باور او به‌روابط ناسالم و باندبازی‌ها و جاه‌طلبی‌های افراد حزب بود. وی در سال ۱۳۲۶ نخستین کتاب خود را که مجموعهٔ داستانی با نام «به دزدی رفته‌ها» بود منتشر کرد.
گلستان پس از جدایی از حزب توده برای کار در اداره انتشارات شرکت نفت ایران و انگلیس به آبادان نقل مکان کرد. وقتی دیلن تامس شاعر ولزی در سال ۱۹۵۱ برای نوشتن مطالب تبلیغاتی برای شرکت نفت به آبادان رفت گلستان به عنوان مترجم او کار کرد. گلستان در این اداره مدتی رمان‌های معروف جهان را برای نشریه روزانه اخبار هفته ترجمه می‌کرد. او مدتی نیز دبیر این نشریه با تیراژ ۲۵ هزار نسخه بود. او همچنین در مجله انگلیسی دیلی نیوز نیز کار می‌کرد. گلستان تا سال ۱۳۳۳ در این اداره کار کرد تا این که با ایجاد دفتر کنسرسیوم بین‌المللی نفت ایران او بخشی از امور تبلیغاتی این دفتر و روابط عمومی آن را عهده‌دار شد که منجر به تولید فیلم عکس و کتابچه‌های تبلیغاتی شد.
وی پس از سال ۱۳۳۶ استودیوی سینمایی خود را با نام «استودیو گلستان» تأسیس کرد و تعدادی فیلم مستند برای یکی از سازمان‌های شرکت نفت ساخت. یک آتش و موج و مرجان و خارا از این جمله‌اند. به دلیل این همکاری‌ها عده‌ای از روشنفکران آن دوره به وی لقب «گلستان نفتی» داده بودند. یکی از کسانی هم که در برابر این قضایا موضع‌گیری صریح کرد و گلستان را مورد تقبیح و شماتت قرار داد جلال آل احمد بود. او ساختن فیلم تبلیغاتی موج و مرجان و خارا را نمونه‌ای از «رفتارهای روشنفکران واداده» می‌دانست. به گفته منوچهر انور در مستند بی‌بی‌سی فارسی، کارگردانی و همه کارهای یک آتش را برادرش شاهرخ کرده بود ولی ابراهیم فیلم را به نام خود به فستیوال ونیز فرستاد. به همین دلیل شاهرخ پیوند خود را با برادرش قطع نمود.
گلستان کارگردان دو فیلم داستانی با نام‌های خشت و آینه (۱۳۴۴) و اسرار گنج درهٔ جنی (۱۳۵۰) نیز هست. وی همچنین تهیه‌کنندهٔ فیلم خانه سیاه است به کارگردانی فروغ فرخ‌زاد بود. ابراهیم گلستان با فروغ فرخ‌زاد رابطهٔ عاشقانه داشت.

### دههٔ ۱۳۴۰
ابراهیم گلستان در نیمهٔ نخست دههٔ ۱۳۴۰ مستندهای تپه‌های مارلیک و گنجینه‌های گوهر و سپس نخستین فیلم بلند داستانی خود خشت و آینه را ساخت.

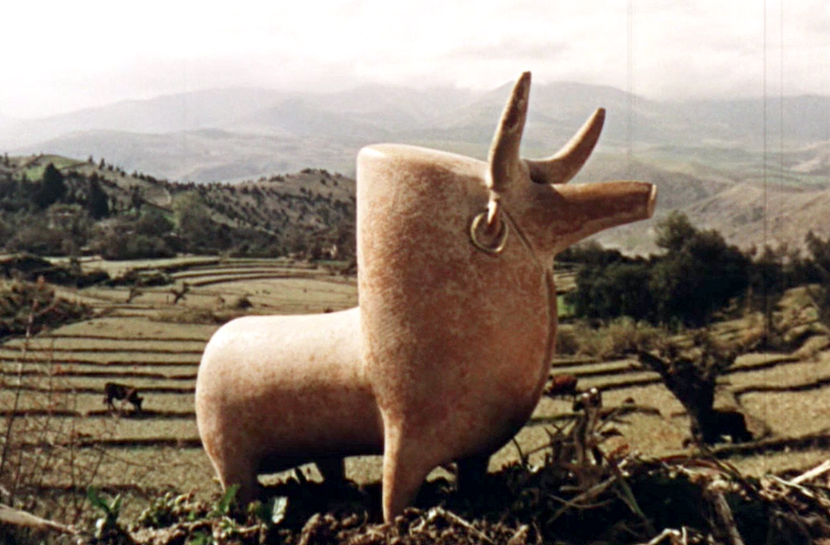
صحنه ای از فیلم تپه‌های مارلیک

#### حرف‌هایی برای دانشجویان دانشگاه شیراز
در اسفند ۱۳۴۸ گلستان سلسله سخنرانی‌هایی در دانشگاه شیراز داشت که ویراستهٔ پنج بخش آن در روزنامهٔ آیندگان منتشر شده و بعدها در کتاب گفته‌ها چاپ شدند. گلستان توضیح داد که از ضبط صدای سخنرانی ارتجالی خود بی‌خبر بوده است. صدای این سخنرانی منتشر نشده است. در فیلم نیمه پنهان (۱۳۸) پاره‌هایی از متن این سخنرانی استفاده شده است.

### از دههٔ ۱۳۵۰
ابراهیم گلستان از سال ۱۳۵۶ در استان ساسکس انگلستان زندگی می‌کرد. وی دو فرزند با نام‌های کاوه و لیلی دارد؛ کاوه گلستان عکاس خبری ایرانی، در مأموریتی در سال ۲۰۰۳ به همراه گروه خبری بی‌بی‌سی در عراق بر اثر انفجار مین کشته شد؛ لیلی گلستان به‌عنوان مترجم، نویسنده و مسئول گالری گلستان در ایران فعالیت می‌کند. مانی حقیقی، کارگردان، و مهرک گلستان، خوانندهٔ رپ، صنم حقیقی، کارشناس نفت، و محمود حقیقی نوه‌های او هستند.
زندگی‌نامهٔ گلستان را نخستین بار محمدرضا رهبریان با عنوان از آینه تا خشت: ۱۰۰ سال زندگی ابراهیم گلستان نوشته و در صدسالگی او منتشر کرد.

### درگذشت
ابراهیم گلستان ۳۱ مرداد ۱۴۰۲ در خانه خود در جنوب انگلستان درگذشت. پیام‌های تسلیت فراوانی به این مناسبت از جمله از طرف فرح پهلوی منتشر شد.

## آثار مکتوب
آثار مکتوب منتشر شده ابراهیم گلستان دارای سبکی خاص هستند و بسیاری سبک نویسندگی وی را تأثیر پذیرفته از داستان‌های کوتاه ارنست همینگوی می‌دانند. گرچه او تأثیرپذیری از هیچ نویسنده‌ای را نمی‌پذیرد. همچنین وی از زمرهٔ نخستین نویسندگان معاصر ایرانی معرفی می‌شود که برای زبان داستانی و استفاده از نثر آهنگین در قالب‌های داستانی نوین، اهمیت قائل شد و به آن پرداخت. از این جهت نقش او در سیر پیشرفت داستان معاصر فارسی قابل توجه است. از دیگر ویژگی‌های داستان‌نویسی گلستان، خلق مجموعه داستان‌های به هم مرتبط است. در حالی که چنین سبکی در غرب سابقه طولانی‌تری دارد این نوع داستان‌نویسی در ایران با گلستان آغاز می‌شود. اما نکته مهم در این نوع آثار گلستان، خلق نوعی جدید از داستان‌نویسی است که در ادبیات کلاسیک ایران، مانند منطق الطیر ریشه دارد. این نوع داستان‌ها نه براساس درون‌مایه یا شخصیت‌های داستانی، بلکه براساس ساختارهای مشابه به یکدیگر مرتبط می‌شوند.

## عکاسی
احمدرضا احمدی در مقالهٔ «حقیقت تلخ است» برای ویژه‌نامهٔ کتاب نوشتن با دوربین گلستان را نخستین عکاس پرتره ایران معرفی می‌کند: 
«پرتره‌هایی که از سران حزب توده گرفته بود و در ماهنامه مردم چاپ شد. در واقع اولین کسی که در ایران پرتره گرفت گلستان بود نه هادی شفائیه که مرحوم کریم امامی در مقدمه کتاب مریم زندی عنوان کرده بودند.» 
احمدی همچنین به عکس‌هایی که گلستان از نمایشنامه شش شخصیت در جستجوی یک نویسنده به کارگردانی پری صابری و با بازیگری فروغ فرخزاد گرفته و عکس‌های وی از مناظر ایران اشاره می‌کند.

## نظرات و مصاحبه‌ها
گلستان در کتاب نوشتن با دوربین، با لحنی منتقدانه، نظراتی چالش‌برانگیز را در مورد احمد شاملو، جلال آل‌احمد، ناصر تقوایی، پرویز ناتل خانلری و احسان طبری مطرح می‌کند. همچنین در زمستان سال ۱۳۸۶ گفتگویی مفصل با شهروند امروز انجام داد و به اظهارنظرهای خود دربارهٔ چهره‌هایی چون احمد شاملو و جلال آل احمد ادامه داد؛ از جمله گفت:
«من اصلاً با شاملو آشنایی نداشتم و اگر هم اختلاف نظر دارم به خاطر حرکت‌ها و حرف‌هایی بود که می‌کرد و می‌زد [...] مثلاً آقای اعتمادزاده دن آرام را برداشته بود ترجمه کرده بود بعد آقای شاملو برمی‌دارد و این را بازنویسی می‌کند. آخر تو که نه انگلیسی می‌دانستی نه فرانسه و نه روسی می‌دانستی برداشته‌ای ترجمه این آدم را جلوی خودت گذاشته‌ای و بازنویسی می‌کنی؟ شاید آقای اعتمادزاده غلط ترجمه کرده باشد. اگر این‌طور باشد تو چه چیزی داری بگویی [...] عین همین اتفاق برای 'گیل‌گمش' منشی‌زاده افتاد. آن فارسی که منشی‌زاده برای گیل‌گمش به کار برد فارسی فوق‌العاده و درجه اولی است. شاملو می‌گفت: این بد است و چون اصل آن را گیر نیاوردم آمدم همین را بازنویسی کردم.»
گلستان در قسمت دیگری از حرف‌هایش در مورد جلال آل احمد می‌گوید:
«آل‌احمد سه سال می‌آمد و گزارش سالانه شرکت نفت را از من می‌گرفت تا به عنوان ترجمه خودش به فارسی جا بزند. او هم که انگلیسی نمی‌دانست می‌داد به سیمین که ترجمه کند و می‌آمد و پولش را می‌گرفت.»
همچنین در بهمن سال ۱۳۹۵ به مناسبت پنجاهمین سالگرد درگذشت فروغ فرخزاد در مصاحبه با روزنامه گاردین گفت:
«هیج‌وقت او را من در غیر باروری ندیدم. همچنان خیلی دیگر را در غیر باروری دیدم. غیر باروری اما با ادعای باروری. ادعای کار کردن. خیلی از شعرهایی که گفته می‌شود همان‌وقت. شعر نبود. یک نظمی بود، شعر یک معنی دیگر دارد. یکی را یک قافیه می‌گذاشتند، ریتم می‌دادند می‌شد نظم. اما درددل نبود، روشنی فکر نبود. وقتی شما مثنوی را می‌خوانی، می‌بینید که توانایی این آدم برای درک و فهم خیلی بالاتر از توانایی منوچهری است مثلاً؛ ولی منوچهری ممکن است به شما زیبایی بیشتری بدهد؛ که می‌دهد هم؛ ولی خب شما هویت این‌ها را مشخص بکنید. دنبال هویت این حرف‌ها بروید و نه دنبال قیافه این‌ها. حالا پنجاهمین سال مرگش است، فلان فلان فلان. آیا اشخاصی که حرفش را می‌فهمند، به اندازه کافی هستند؟ آیا این‌ها که می‌گویند ما می‌فهمیم و این‌ها، قربان صدقه می‌روند برای او، آیا واقعاً حرفش را فهمیدند؟ مسئله این است…»
در پاییز ۱۳۸۹ در مصاحبه با رادیو دویچه وله در توصیف عادات ایرانیان در عزیز داشتن پس مرگ، طعنه‌هایی به تغییر دیدگاه رضا براهنی نسبت به فروغ فرخزاد می‌زند:
«نمونهٔ آن در مجلهٔ فردوسی اتفاق افتاد که آقایی برای اینکه سیمین خوشش بیاید و او را به عنوان معاون خودش قبول کند خود را یکه‌تاز انتقاد هنری کرده بود و در چندین شماره، فحش‌های عجیب و غریبی نسبت به فروغ می‌نوشت که آخرین آن، دو روز قبل از مرگ فروغ به چاپ رسیده بود. این مقالهٔ پر از فحش روز پنجشنبه درآمد دوشنبه‌اش فروغ مرد و پنجشنبهٔ بعدی همین آقا مقاله‌ای نوشته بود پر از تعریف از فروغ.
-مصاحبه گر: «آقای براهنی را می‌گویید؟»
-گلستان: «نمی‌دانم؛ من اسم‌ها را فراموش کرده‌ام…»
در همان مصاحبه، گلستان دربارهٔ شجاع‌الدین شفا چنین می‌گوید:
«قصهٔ اولی را که از همینگوی به زبان فارسی خواندم. آقای خیلی محترمی که پدر مملکت را هم درآورد ترجمه کرده بود. اما اصلاً همینگوی نبود. قصه را به صورت یک قصه‌ای که هست تعریف می‌کنند و نه به عنوان بنایی جلوی خواننده. این رفت آنجا و این‌طور گفت و چه کار کرد و… بعد هم یا مُرد یا عروسی کرد یا دررفت… اما در قصه این مطرح نیست. آنچه مطرح است این است که همین چرت‌وپرت را چگونه می‌گویند که درست دربیاید. اما این آقا قصهٔ همینگوی، آن هم چه قصه‌ای: برف‌های کلیمانجارو را طوری ترجمه کرده بود که اگر همینگوی آن را خوانده بود خیلی زودتر خودش را می‌کشت.»
همچنین حسن فیاد نویسنده و فیلم‌ساز مقیم آمریکا با ابراهیم گلستان گفتگوهای مفصلی داشت که در سال ۱۳۹۴ در قالب کتابی با عنوان «از روزگار رفته: چهره به چهره با ابراهیم گلستان» در ایران و توسط نشر ثالث منتشر شد. او در این گفتگوها نیز داوری‌هایی دربارهٔ کسانی مانند خانلری، شاملو، و دریابندری دارد.
چند ماه پس از چاپ کتاب از روزگار رفته گفتگوی حسن فیاد با ابراهیم گلستان در انتشارات ثالث، محمد تنگستانی از ایران وایر مصاحبه مفصلی با ابراهیم گلستان انجام داد. گلستان در مورد این کتاب و سایر مسایل مربوط به نشر مطالبی را بیان کرد.
«… من اصلاً نمی‌دانم نشر ثالث کی هست. من وقتی شنیدم این کتاب می‌خواهد توسط این نشر منتشر بشود از طریق کسی که مطلع شده بودم آدرس ایمیل این نشر را گرفتم. روی کاغذی هم نوشتم که شما حق ندارید این کتاب را دربیاورید؛ این کتاب مال کسی نیست که به شما داده باشد. در این نامه به این نشر به‌طور مشخص نوشته‌ام شما دارید معامله روی اموال مسروقه می‌کنید؛ بر اموال دزدیده شده دارید معامله می‌کنید. خیلی هم صریح نوشته‌ام.»
در سال ۱۳۸۴ فیلمی از بهمن فرمان‌آرا با نام یک بوس کوچولو در سینماهای ایران نمایش داده شد. شخصیتی در این فیلم به نام «سعدی» به دلیل برخی شباهت‌ها (در نام، پس‌زمینهٔ زندگی، و رویدادهای داستانی) استعاره‌ای از «گلستان» دانسته شده است.

## از نگاه دیگران
پرویز جاهد، در گفتگویی با علی میرزایی که به صورت ضمیمه در چاپ چهارم کتاب نوشتن با دوربین آمده، دربارهٔ وی می‌نویسد:
«آقای گلستان در برخورد اولی که داشتیم خیلی خوب رفتار کردند. گرچه رفتارشان خشک و رسمی بود. خیلی محترمانه و مهمان‌نوازانه برخورد کرد. خیلی تحویل گرفت به اصطلاح… ایشان آدم بسیار مهربانی است. خیلی صمیمی است. خیلی دوست داشتنی است. حتی زحمت می‌کشید ناهار درست می‌کرد. من حاضر نبودم که ایشان این کار را بکند. ولی وقت می‌گذاشت و آشپزی هم می‌کرد…»
احمدرضا احمدی در مقالهٔ «حقیقت تلخ است» در همین ضمیمه می‌نویسد:
«با همه اتهاماتی که بر گلستان وارد آوردند و گفتند در برج عاج زندگی می‌کند و آقای محمود عنایت دربارهٔ چمن آفریقایی خانه‌اش مقاله نوشت یا آن متن افتضاح‌آمیز و رذیلانه‌ای که پرویز داریوش در مجله نگین دربارهٔ گلستان چاپ کرد و رذالت را تا آنجا پیش برد که به حریم خانوادگی گلستان هم تجاوز کرد او پاکِ پاک بود… گلستان تا امروز مورد حقد و حسد دیگران بوده است. یکی از شاعران معاصر به من می‌گفت: این چه هنرمندی است که نه سیگار می‌کشد نه تریاک می‌کشد نه عرق می‌خورد؟! این بود قضاوت روشنفکران ما دربارهٔ او. در عوض گلستان نه به کسی باج می‌داد و نه از کسی حساب می‌برد. چون پاکِ پاک بود.»

ده‌ها مقاله و سخنرانی و نشست دربارهٔ کارهای سینمایی و داستانی گلستان چاپ و برگزار شده‌اند. از این جمله است مقالهٔ «کارنامه فیلم گلستان» به قلم بهرام بیضایی در شماره پنجم مجله آرش در آذر ماه ۱۳۴۱؛گلستان مورد ستایش روزنامه‌نگاران بوده است و تلاش شده از او شخصیت بالاتر از فهم عامه ساخته شود. در این مورد، حسن صلح‌جو به مناسبت صدسالگی در سختی‌های زندگی او نوشت:
«سخت است که در عین زندگی مشترک داشتن، با فروغ فرخزاد باشی و فروغ تصادف کند و جان بدهد و جماعت به وراجی رو بیاورند و تو همین‌طور بی هدف به جاده بزنی و تا کاشان برانی بی‌هیچ کلامی.»
جلال آل‌احمد در سال ۱۳۴۳ در کتاب یک چاه و دو چاله دربارهٔ گلستان می‌نویسد:
«با گلستان نیز از همان سال‌های ۲۴ و ۱۳۲۵ آشنا بودیم.[...] و گلستان از همان قدیم‌الایام می‌خواست خودش را در مسلک تماشاگران بکشاند. اما بازیگری هم می‌کرد. اما همین تنها برایش کافی نبود. و به همین علت‌ها که از تشکیلات مازندران عذرش را خواستند. [...] نوعی خودخواهی نمایش‌دهنده داشت که کمتر در دیگران می‌دیدی. همیشه متکلم وحده بود. مجال گوش دادن به دیگری را نداشت. این‌ها را هنوز هم دارد. اما با هوش بود و با ذوق. خوب می‌نوشت و خوب عکس برمی‌داشت. [...] قلم هم می‌زد و ترجمه هم می‌کرد. و اغلب را خوب. و گاهی بسیار خوب. [...] اما حیف که درست و حسابی درس نخوانده بود؛ یعنی تحمل نیاموخته بود. ناچار نخوانده ملا بود. [...] او به پر مدعایی و دیگران به بی‌اعتنایی و بردباری همدیگر را به آدم‌ها راهنما بودیم و به کتاب‌ها و به ایده‌آل‌ها. [...] و او هم در این آبادان بود که عاقبت تکلیف خودش را روشن کرد از بازیگری به تماشاگری.
اولین تجربه جدی ما با گلستان در خود داستان انشعاب بود. او با ما بود. اما با ما نیامد. ما که انشعابمان را کردیم او تنها رفت. و کاغذ استعفایی به حزب نوشت و درآمد. که بله چون نزدیک‌ترین دوستان من رفتند دیگر جای من این‌جا نیست. اعتراف می‌کرد به اتکای ما در آن ماجرا بوده است. اما بیش از آن خودبین بود که همراه جمع بیاید و گمنام بماند. آخر خلیل ملکی سر کردهٔ ما بود و او به ناچار مثل من دست دوم و سوم می‌ماند. [...] تا گلستان به آبادان رفت. [...] شاید اگر او به آبادان نرفته بود، حالا روزگارش بهتر بود و با خودش بهتر کنار می‌آمد. اما به هر صورت تنهایی آبادان کار خودش را کرد یعنی گلستان خل شد. (تکیه کلامی که او خود به دیگران اطلاق می‌کند) و اثر این خل شدن را پیش از همه این صاحب قلم در سرش دید. که چیزی نوشت دربارهٔ شکار سایه و کشتی شکسته‌ها. که اولی مجموعهٔ قصه‌هایش و دومی ترجمه‌ای از این و آن. [...] دیده بودم که پای نزدیک‌ترین دوستانم در چاله‌ای می‌رود که اگر سالم هم بیرون آید به تقلید کبک‌ها است. [...] و بعد مطلب که چاپ شد او ناراحت شد. [...] اما از سر بند آن تجربه کشف شد که گلستان تحمل شنیدن انتقاد را از دست داده. [...] گرچه آن پیش‌بینی ما تا به آن حد درست از آب درآمد که او از حوزهٔ نویسندگی به حوزهٔ تصویر (فیلمبرداری) تبعید شد. و حالا هم اگر چیزی می‌نویسد، چاشنی تصویرهایی است که بر پرده می‌افکند. [...] تصویرهاش بی کلام به هم مربوط نیست و کلامش بی‌تصویر جان ندارد. [...]
این قضایا بود و بود و ما رفت و آمدمان را می‌کردیم و او کارمند عالیرتبهٔ کنسرسیوم نفت بود. [...]به این اعتبار که مدتی کار گل خواهد کرد و بعد که قرض‌ها تمام شد، دستگاهی خواهد داشت برای خودش و سرمایه‌ای و فرصتی برای کار حسابی کردن. [...] غافل از آن که راه‌ها تقوای بیشتری را در خورند تا هدف‌ها. [...] آن قدر مرکز عالم خلقت بود که تصورش را نمی‌شود کرد. من هیچ‌کس را آن قدر اشرف مخلوقات ندیده‌ام.
تا یک روز درآمد که بیا برو خارک. [...] قرار بود از لوله‌کشی نفت به خارک فیلم بردارند و بفهمی‌نفهمی این را هم گفت که ممکن است مطالعهٔ من به کار تهیهٔ عکس و فیلم‌ها بخورد. [...] اما البته که طرف اصلی کنسرسیوم بود [...] تا دو سه هفته بعد یک روز تلفن کرد که ریپتون می‌خواهد ترا ببیند. رئیس انتشارات کنسرسیوم. که دو سه بار خانهٔ گلستان دیده بودیمش. مردی بود فرانسوی و پلی تکنیک دیده و از شعر و نقاشی هم خبری داشت. [...] معلوم بود که طرف اصلی می‌خواهد این کتاب‌نویس دربارهٔ خارگ را ببیند و بشناسد و آخر قراری و از این حرف‌ها و رفتم. درآمد که شنیده‌ایم مشغول کتابی دربارهٔ خارگ هستید؟ گفتم درست است. گفت دلتان نمی‌خواهد قرار و مداری بگذاریم و مثلاً کنتراتی؟ گفتم راستش این قلم تاکنون به سفارش کار نکرده. گذشته از اینکه معلوم نیست چه از آب در بیاید گفت پس چه کنیم؟ گفتم بسیار متشکر از آن سفر و آن امکان‌ها که دادید برای مطالعه ولی بهتر است صبر کنیم تا کار بی‌عجله تمام بشود و بی‌اجبار یک وظیفهٔ سفارشی. آن وقت اگر به دردتان خورد، مال شما؛ وگرنه مال خودم. ریپتون پسندید و خداحافظ شما. و این قضیه مال سال ۳۸ بود. [...]
گلستان یک روز درآمد که بر وفلان چک را از صندوق کنسرسیوم بگیر ایامی بود که او دکانش را تازه باز کرده بود؛ اما در حقیقت هنوز سفارش‌پذیر انحصاری کنسرسیوم بود معلوم بود که دارند پیش قسط می‌دهند. و معنی نداشت پیش قسطی گرفتن برای کاری که قراردادی برایش نوشته. نبود تا چار نرفتم دو سه بار دیگر تلفن کرد که باز طفره رفتم تا آخر درآمد که چکی است و نوشته شده و نمی‌شود برش گرداند و از این حرف‌ها. و تو نگیری سوخت می‌شود. این استدلال کودکانه عاقبت از سوراخ احتیاج وارد این گوش شد و رفتم و چک را گرفتم. سه هزار تومان بود خرده‌ای کمتر بابت مالیات و از این حرف‌ها و پول، پول کلانی بود بزرگ‌ترین حق‌التحریری که تا آن وقت گرفته بودم که عجب غلطی بود و به چه زخمی بزنیش؟ باهاش خانه‌مان را رنگ کردیم. سر تا پا. بله روشنفکرها را همین جوری‌ها می‌خرند. [...]
این قضایا بود و بود تا موج و مرجان و خارا درآمد. [...] و موج ومرجان می‌گفت که حالا گلستان شده است حماسه‌سرای صنعت نفت که مرا و مارا در آن هیچ دستی نیست و به طریق اولی هیچ حقی برای حماسه‌سرایی. [...] ناچار احساس نارو خوردن پیش آمد این بود که از بهرام بیضایی خواستیم که چیزی نوشت. کارنامهٔ فیلم گلستان که با عزت و احترام و دستکش پوشیده حالی کرده بود که گلستان شده است نردبان تبلیغات کمپانی نفت. و مقاله هنوز به چایخانه نرفته بود که قریشی مباشر کیهان در کار کتاب ماه آمد و در گوشم گفت که رئیس گفته است نمی‌خواهیم کلاهمان با گلستان توی هم. [...] ما که بودیم؟ و گلستان که بود؟ که هریک از ما را به تنهایی چه براحتی مهار می‌کنند. یا رها می‌ککند تا در دنیاهای تنگمان بپوسیم. یا زله که شدیم رضایت بدهیم به زینت‌المجالس این غارتکده شدن!»